# Phylloscopus grammiceps
Phylloscopus grammiceps é uma espécie de ave da família Phylloscopidae.
Apenas pode ser encontrada: Indonésia.